# Goshen County
Goshen County är ett administrativt område i delstaten Wyoming, USA, med 13 249 invånare. Den administrativa huvudorten (county seat) är Torrington. Countyt ligger på High Plains, är till stora delar lantligt och har den mest omfattande boskapsuppfödningen i delstaten. 2007 fanns 665 boskapsfarmar och rancher i countyt, en nedgång från 688 år 1997.

## Geografi

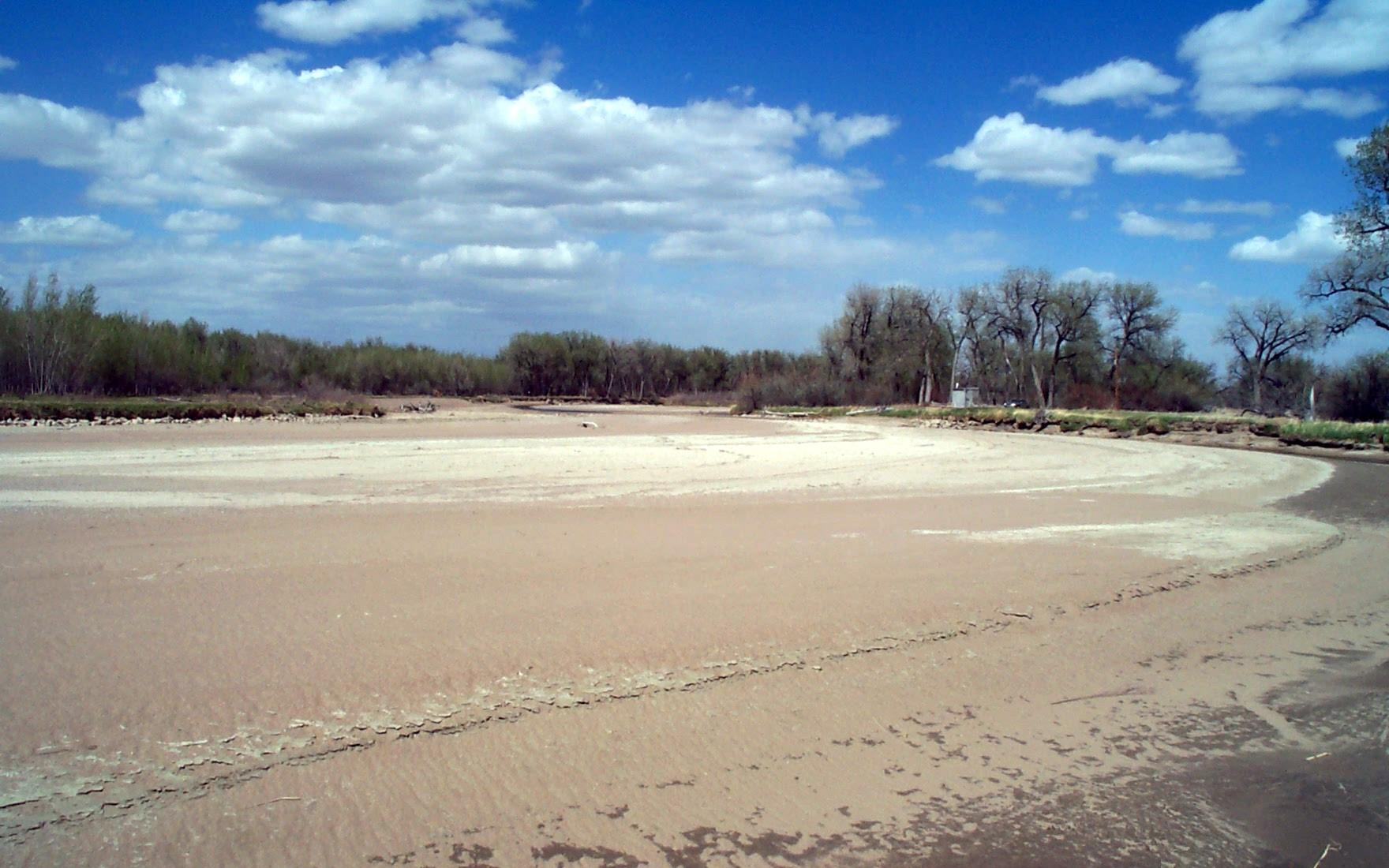
North Platte River under torkan 2002.

Enligt United States Census Bureau har countyt en total area på 5 781 km². 5763 km² av den arean är land och 18 km² är vatten.

### Angränsande countyn
- Niobrara County, Wyoming - nord
- Platte County, Wyoming - väst
- Laramie County, Wyoming - syd
- Banner County, Nebraska - sydöst
- Scotts Bluff County, Nebraska - öst
- Sioux County, Nebraska - öst

## Historia
Goshen County skapades 21 februari 1911 på land som tidigare tillhört Laramie County. Det konstituerades 1913. Regionen var under kolonialtiden del av områden som flera olika länder gjorde anspråk på, i tur och ordning: Spanien, Frankrike, Brittiska Amerika, Mexiko och Republiken Texas. Louisianaköpet 1803 gav USA ett permanent anspråk på regionen. 
Under 1820-talet hade en rutt längs North Platte River etablerats för pälsjägare på väg till och från jaktmarker i Klippiga bergen. Under 1840-talet och 1850-talet reste nybyggare västerut längs Oregon Trail och Mormon Trail på väg mot Oregon, Kalifornien eller Utah. Vid 1850-talets slut hade reguljära transkontinentala diligensrutter etablerats i området, och Ponnyexpressen passerade också här 1860-1861. I oktober 1861 färdigställdes den transkontinentala telegraflinjen längs rutten. Mellan 1876 och 1887 passerade den nord-sydliga diligensrutten mellan Cheyenne i Wyomingterritoriet och Deadwood i Dakotaterritoriet här, med resenärer och post på sträckan mellan Union Pacifics järnvägsstation i Cheyenne och Dakotaterritoriets guldfält.
Countyts namn kommer från Goshen Hole, en dal i sydvästra delen av countyt. John C. Frémont slog läger i området 14 juli 1843 och noterade namnet i sin resejournal under upptäcktsresan på Oregon Trail. Namnet Goshen tros ha bibliskt ursprung, möjligen uppkallat efter den egyptiska regionen Gosen (omnämnd i 45 kap. i Första moseboken), men namnet Goshen Hole finns belagt på kartor först från 1888.

## Orter
Invånarantal vid 2010 års folkräkning anges inom parentes.

### Större städer
Orter med kommunalt självstyre och över 4 000 invånare:
- Torrington (6 501)

### Småstäder
Orter med kommunalt självstyre och under 4 000 invånare:
- Fort Laramie (230)
- La Grange (448)
- Lingle (468)
- Yoder (151)

### Census-designated places
Orter som saknar kommunalt självstyre och administreras av countyt.
- Hawk Springs (45)
- Huntley (30)
- Veteran (23)

### Övriga småorter
- Jay Em

## Kommunikationer
De federala vägarna U.S. Route 26 och U.S. Route 85 passerar genom countyt, i öst-västlig respektive nord-sydlig riktning. Torrington har en flygplats för allmänflyg.